# Шадунц Сурен Костянтинович
Сурен Костянтинович Шадунц (1898, село Джебраїл Джебраїльського повіту Єлизаветпольської губернії, тепер Азербайджан — розстріляний 21 квітня 1938, Москва) — радянський партійний і державний діяч, 1-й секретар ЦК КП(б) Таджикистану (1935—1937). Член Центральної контрольної комісії ВКП(б) (1930—1934), член Комісії партійного контролю при ЦК ВКП(б) (1934—1937).

## Біографія
Народився у вірменській родині торговця.
Член РСДРП(б) з березня 1917 року.
З 1917 року — інструктор Нагірно-Карабахського обласного комітету РСДРП(б).
У 1918 році закінчив реальне училище у місті Шуша Єлизаветпольської губернії.
У 1919—1920 роках — писар в інспекції народних шкіл у місті Шуша.
У 1920—1921 роках — заступник голови ВНК (ВЧК) Нагірного Карабаха і Зангезура.
У 1921—1923 роках — секретар повітового комітету КП(б) Вірменії у місті Ерівані (Єривані).
У 1923—1924 роках — заступник голови Нагірно-Карабахського обласного комітету КП(б) Азербайджану в місті Шуша.
У 1924—1927 роках — заступник народного комісара землеробства Вірменської РСР і начальник Управління водного господарства у місті Ерівані (Єривані). Був активним троцькістом.
У 1927—1928 роках — заступник начальника Закавказького управління водного господарства у місті Тифлісі (Тбілісі).
У 1928—1931 роках — керівник «бавовняної групи» Центральної контрольної комісії ВКП(б) — Народного комісаріату Робітничо-селянської інспекції у Москві.
У 1931—1932 роках — голова правління Середньо-Азіатського бавовняного об'єднання.
У 1932 — лютому 1934 року — секретар Середньо-Азіатського бюро ЦК ВКП(б) у місті Ташкенті.
У лютому — листопаді 1934 року — уповноважений Комісії партійного контролю при ЦК ВКП(б) по Азово-Чорноморському краю у місті Ростові-на-Дону.
3 січня 1935 — 16 січня 1937 року — 1-й секретар ЦК КП(б) Таджикистану.
У грудні 1936 — 20 жовтня 1937 року — керівник адміністративної і фінансово-банківської групи Комісії партійного контролю при ЦК ВКП(б) у Москві.
10 листопада 1937 року виключений із членів ВКП(б).
11 листопада 1937 року був заарештований органами НКВС СРСР. 21 квітня 1938 року за вироком Воєнної колегії Верховного суду СРСР розстріляний на полігоні «Комунарка» в Московській області. Реабілітований посмертно 29 вересня 1956 року.

## Нагороди
- орден Леніна (20.12.1935)